# Lizzo
Melissa Viviane Jefferson (Detroit, 27 april 1988), beter bekend als Lizzo, is een Amerikaanse zangeres, rapper, songwriter en actrice. Ze verhuisde op latere leeftijd naar Houston in Texas, waar ze begon met optreden. Voordat ze in 2016 bij Atlantic Records onder contract kwam, bracht ze twee albums in eigen beheer uit, namelijk Lizzobangers (2013) en Big Grrrl Small World (2015). Haar eerste ep, Coconut Oil, verscheen in 2016.
In 2019 brak ze door met haar album Cuz I Love You, met hits als "Juice" en "Tempo". Op de luxeversie van het album stond de heruitgave van haar single "Truth Hurts", dat twee jaar nadat het origineel was uitgebracht de top van de Billboard Hot 100 bereikte. In oktober 2019 kwam er ook een remix van haar eerste bekende nummer "Good as Hell", samen met de Amerikaanse zangeres Ariana Grande. Op de MTV Video Music Awards bracht de zangeres een medley van "Truth Hurts" en "Good as Hell". Haar optreden kreeg positieve recensies.

## Carrière

### 2011-2015: beginjaren

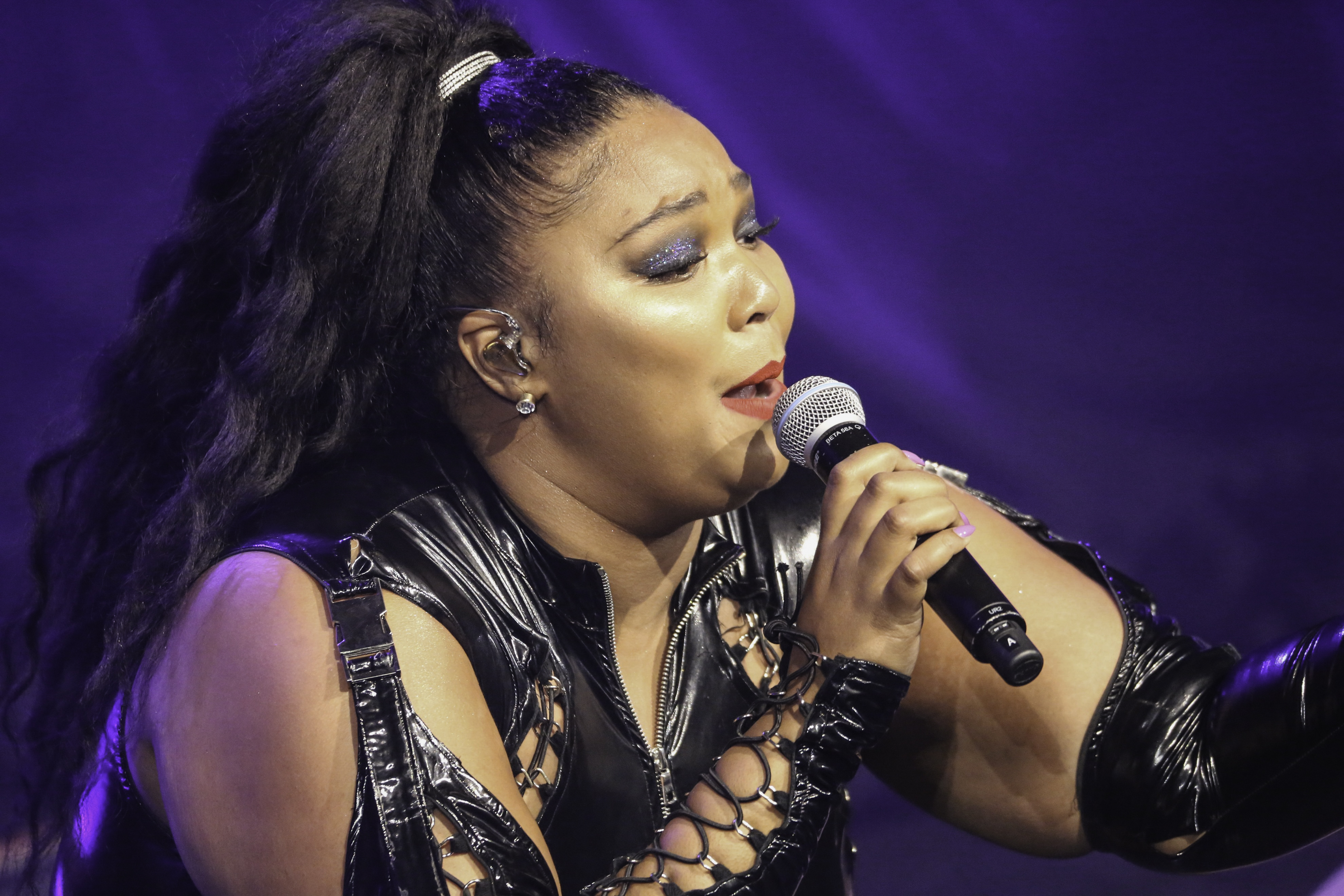
Lizzo in de Palace Theatre in 2018

Toen Lizzo in Minneapolis woonde, zong ze in het r&b-meidengroepje The Calice. In 2012 bracht de groep een eerste album uit, We Are The Calice, dat plaatselijk bekend werd.
In oktober 2013 bracht de zangeres haar debuutsoloalbum Lizzobangers uit. Het album werd gunstig onthaald door de Amerikaanse nieuwsbladen maar kon de Amerikaanse hitlijsten niet bereiken. In december 2015 bracht ze haar tweede album Big Grrl Small World uit. Het muziektijdschrift Spin zette het album op plaats 17 in de lijst van beste hiphopalbums van 2015.

### 2016-2019: Doorbraak

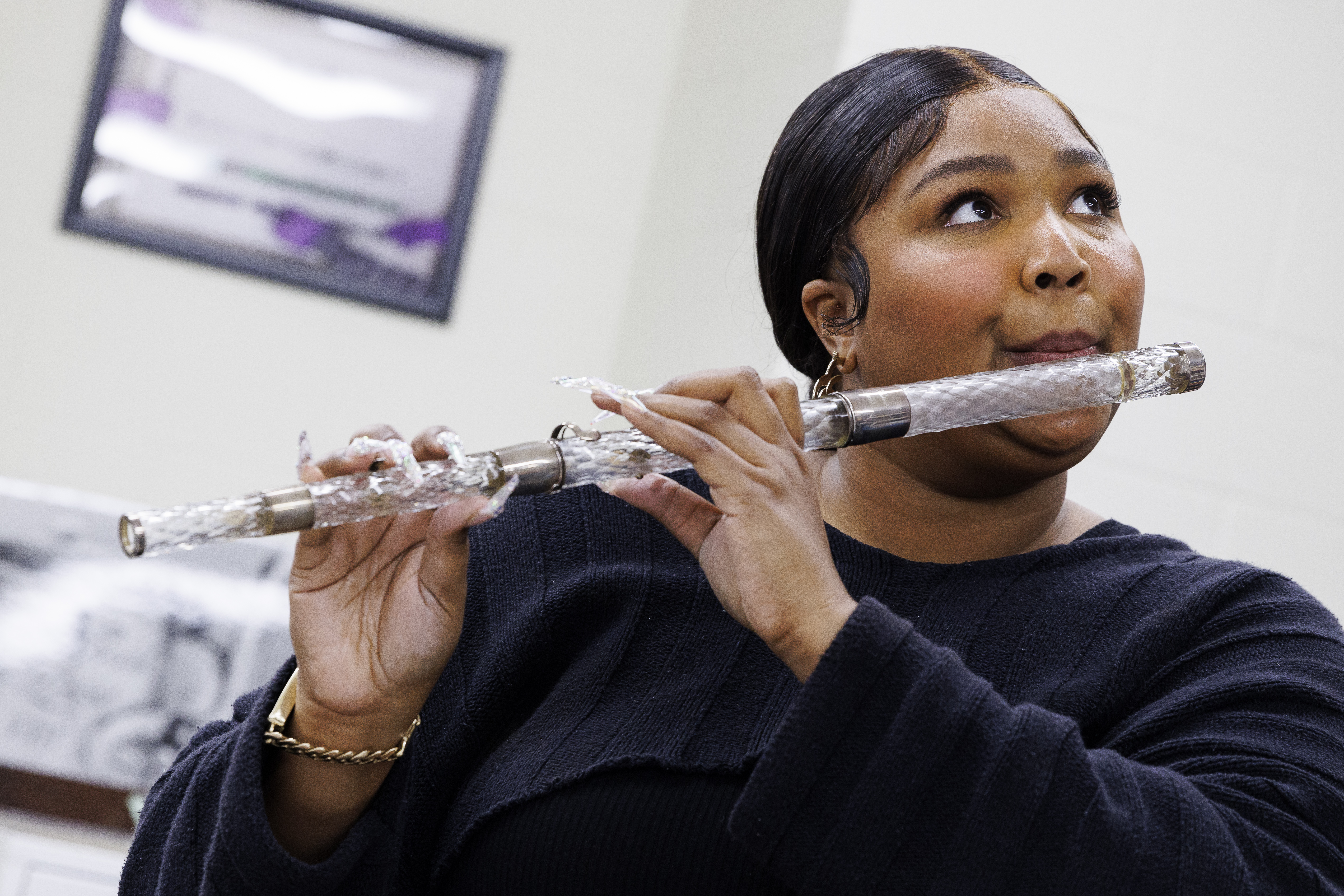
Lizzo speelt op een instrument van James Madison op het Library of Congress in 2022

In 2016 tekende Lizzo een contract met Atlantic Records, waar ze de eerste ep Coconut Oil uitbracht. Op het album staat de single Good as Hell. In 2017 ging ze op tournee met de Good as Hell Tour. Een jaar later verzorgde ze de voorprogramma's van Haim en Florence and the Machine. Op 19 april 2019 bracht ze het album Cuz I Love You uit. Daarna volgde een optreden op het Coachella Festival. In de zomer van 2019 werd Truth Hurts, een nummer uit 2017, de nummer 1-hit in de Billboard Hot 100. Ze zong ook op verschillende festivals, waaronder Glastonbury Festival, Roskilde Festival en Rock Werchter.
Dankzij een remix met Ariana Grande werd ook de single Good as Hell een grote hit. In België en het Verenigd Koninkrijk kon de single de top 10 halen. In november 2019 werd Lizzo genomineerd voor acht Grammy Awards, onder meer voor beste nieuwe artiest en beste album, voor de luxeversie van Cuz I Love You. De zangeres wist uiteindelijk drie nominaties te verzilveren, waaronder de Grammy voor beste urbanalbum.

### 2020-heden: Special
Op 25 maart 2022 ging Lizzo's programma Watch Out for the Big Grrrls in première op Amazon Prime video. Dertien vrouwen laten hierin zien wat ze kunnen om danseres voor Lizzo te kunnen worden.
In augustus 2021 verscheen de eerste single in lange tijd, Rumors werd gezien als een overgangsperiode naar het nieuwe Lizzo. De zangeres had als doel een 'liefdesalbum' te maken. De eerste belangrijke single van het album About Damn Time kwam uit op 14 april 2022. De single werd een grote hit, en behaalde in beide landsdelen van België een top 3-notering. Het nummer is door de remix van Purple Disco Machine ook een succes op de dansvloeren en ontvangt voor de remix zelfs een Grammy Award. Op 15 juli 2022 kwam het langverwachte vierde album van de zangeres uit. De zangeres ging in september 2022 ook van start met een arena wereldtournee waarvan zowel het concert in het Nederlandse Ziggo Dome als het concert in het Belgische Sportpaleis plaatsvonden in februari 2023.

## Samenwerking
Lizzo werkte samen met Prince, Missy Elliott en Charli XCX.
Naast haar zang- en rapcarrière is ze ook als actrice werkzaam. Ze deed voice-overwerk voor de film UglyDolls en heeft een hoofdrol in de komische dramafilm Hustlers, die in 2019 verscheen.

## Discografie

### Albums
- Lizzobangers (2013)
- Big Grrrl Small World (2015)
- Cuz I Love You (2019)
- The Special Tour (2022)

### Singles
| "Good as Hell"              | 2016      | Coconut Oil    | 8  | 30 | 28  | 7  | 6   | 11 |
| "Phone"                     | 2016      | Coconut Oil    | —  | —  | —   | —  | —   | —  |
| "Truth Hurts"               | 2017/2019 | Cuz I Love You | 50 | 61 | 78  | 29 | 1   | 7  |
| "Boys"                      | 2018      | Cuz I Love You | —  | —  | —   | —  | —   | 89 |
| "Juice"                     | 2019      | Cuz I Love You | 55 | 64 | 34  | 38 | 82  | 86 |
| "Tempo" (met Missy Elliott) | 2019      | Cuz I Love You | —  | 88 | —   | —  | 108 | —  |
| "Cuz I Love You"            | 2020      | Cuz I Love You | 77 | —  | —   | —  | —   | 44 |
| "Rumors" met Cardi B        | 2021      | -              | 41 | —  | —   | —  | 4   | 12 |
| "About Damn Time"           | 2022      | Special        | 2  | 3  | 17  | 4  | 9   | 3  |
| "2 Be Loved (Am I Ready)"   | 2022      | Special        | 23 | 2  | Tip | 20 | 55  | 30 |

## Tournees

### Hoofdprogramma
- Good as Hell Tour (2017)
- Cuz I Love You (Too) Tour (2019)
- MAHA Music Festival (2019)
- Special Tour (2022)

### Voorprogramma
- Haim - Girls Girls Girls Tour (2018)
- Florence and the Machine - High as Hope Tour (2018)
- Lollapalooza (2018)
- Coachella (2019)
- Indy Pride Festival (2019)
- Glastonbury (2019)
- Mo Pop Festival (2019)

## Filmografie
| Jaar | Titel     | Rol   | Opmerkingen |
| ---- | --------- | ----- | ----------- |
| 2019 | UglyDolls | Lydia | Stem        |
| 2019 | Hustlers  | Liz   |             |

| Jaar | Titel                                    | Rol            | Opmerkingen                    |
| ---- | ---------------------------------------- | -------------- | ------------------------------ |
| 2016 | Brad Neely's Harg Nallin' Sclopio Peepio | Zichzelf       | Vier afleveringen              |
| 2016 | Wonderland                               | Presentatrice  | Tien afleveringen              |
| 2018 | Yeti! Yeti!                              | Magic Mushroom |                                |
| 2023 | The Mandalorian                          | The Duchess    | Bijrol in afl. "Guns for Hire" |

| Jaar      | Titel                                  | Opmerkingen                                        |
| --------- | -------------------------------------- | -------------------------------------------------- |
| 2014      | Made in Chelsea: NYC                   | Seizoen 1, aflevering 4                            |
| 2014      | Late Show with David Letterman         | Seizoen 22, aflevering 29                          |
| 2015      | Access Hollywood                       |                                                    |
| 2015      | The Late Show with Stephen Colbert     | Seizoen 1, aflevering 56                           |
| 2016      | Sooo Many White Guys                   | Eén aflevering, podcast                            |
| 2016      | The Real                               | Eén aflevering                                     |
| 2016      | Party Legends                          | Eén aflevering, "Make Mistakes"                    |
| 2016      | Full Frontal with Samantha Bee         | Eén aflevering, "Post-Election"                    |
| 2017-2018 | Trivial Takedown                       | Twee afleveringen                                  |
| 2018      | Articulate with Jim Cotter             | Eén aflevering, "Carline Shaw, Lizzo, Robert Janz" |
| 2018      | Hannibal Buress: Handsome Rambler      | Eén aflevering, "The Lizzo Episode"                |
| 2018      | RuPaul's Drag Race                     | Seizoen 10, aflevering 10                          |
| 2019      | The Ellen DeGeneres Show               | Eén aflevering                                     |
| 2019      | The Tonight Show Starring Jimmy Fallon | Eén aflevering                                     |
| 2019      | The Daily Show with Trevor Noah        | 18 april 2019                                      |
| 2019      | 2 Dope Queens                          | Eén aflevering, podcast                            |
| 2019      | C à Vous                               | Eén aflevering                                     |
| 2019      | Neo Magazin Royale                     | Eén aflevering                                     |
| 2019      | The Jonathan Ross Show                 | Eén aflevering                                     |
| 2019      | Saturday Night Live                    | Seizoen 45, aflevering 10                          |

## Prijzen en nominaties
| Jaar | Prijs                                      | Categorie                                  | Genomineerd voor                       | Resultaat   |
| ---- | ------------------------------------------ | ------------------------------------------ | -------------------------------------- | ----------- |
| 2019 | American Music Awards                      | Nieuwe artiest van het jaar                |                                        | Genomineerd |
| 2019 | American Music Awards                      | Favoriete vrouwelijke artiest - soul/r&b   | Juice                                  | Genomineerd |
| 2019 | Apple Music Awards                         | Nieuwkomer van het jaar                    |                                        | Gewonnen    |
| 2019 | BET Awards                                 | Beste vrouwelijke hiphopartiest            | Genomineerd                            |             |
| 2019 | BET Hip Hop Awards                         | Album van het jaar                         | Cuz I Love You                         | Genomineerd |
| 2019 | BET Hip Hop Awards                         | Impact Track                               | Tempo                                  | Genomineerd |
| 2019 | Bravo Otto                                 | Nieuwkomer                                 |                                        | Genomineerd |
| 2019 | BreakTudo Awards                           | Internationale nieuwe artiest              | Genomineerd                            |             |
| 2019 | European Festival Awards                   | Nieuwkomer van het jaar                    | Genomineerd                            |             |
| 2019 | MTV Europe Music Awards                    | Beste nieuwe artiest                       | Genomineerd                            |             |
| 2019 | MTV Europe Music Awards                    | Beste nieuwkomer                           | Genomineerd                            |             |
| 2019 | MTV Europe Music Awards                    | Beste Amerikaanse artiest                  | Genomineerd                            |             |
| 2019 | MTV Video Music Awards                     | Beste nieuwe artiest                       | Genomineerd                            |             |
| 2019 | MTV Video Music Awards                     | Nieuwkomer van het jaar                    | Genomineerd                            |             |
| 2019 | MTV Video Music Awards                     | Beste Power Anthem                         | Tempo                                  | Genomineerd |
| 2019 | MTV Video Music Awards                     | Nummer van de zomer                        | Truth Hurts                            | Genomineerd |
| 2019 | People's Choice Awards                     | Album van 2019                             | Cuz I Love You                         | Genomineerd |
| 2019 | Popjustice £20 Music Prize                 | Beste Britse popnummer                     | Blame It on Your Love (met Charli XCX) | Genomineerd |
| 2019 | Q Awards                                   | Beste nummer                               | Juice                                  | Genomineerd |
| 2019 | Rober Awards Music Prize                   | Nummer van het jaar                        | Juice                                  | Gewonnen    |
| 2019 | Rober Awards Music Prize                   | Beste muziekvideo                          | Juice                                  | Genomineerd |
| 2019 | Rober Awards Music Prize                   | Beste r&b                                  | Zichzelf                               | Gewonnen    |
| 2019 | Rolling Stone's International Music Awards | Style                                      | Zichzelf                               | Gewonnen    |
| 2019 | Soul Train Music Awards                    | Nummer van het jaar                        | Juice                                  | Genomineerd |
| 2019 | Soul Train Music Awards                    | Video van het jaar                         | Juice                                  | Gewonnen    |
| 2019 | Soul Train Music Awards                    | The Ashford and Simpson Songwriter's Award | Juice                                  | Genomineerd |
| 2019 | Soul Train Music Awards                    | Beste dansoptreden                         | Juice                                  | Genomineerd |
| 2019 | Soul Train Music Awards                    | Album van het jaar                         | Cuz I Love You                         | Gewonnen    |
| 2019 | Soul Train Music Awards                    | Beste vrouwelijke soul/r&b-artiest         |                                        | Genomineerd |
| 2019 | Streamy Awards                             | Nieuwkomer                                 | Genomineerd                            |             |
| 2019 | Teen Choice Awards                         | Choice nieuwkomer                          | Genomineerd                            |             |
| 2019 | Teen Choice Awards                         | Choice vrouwelijke artiest zomer           | Genomineerd                            |             |
| 2019 | Teen Choice Awards                         | Choice zomernummer                         | Truth Hurts                            | Genomineerd |
| 2019 | UK Music Video Awards                      | Beste artiest                              |                                        | Genomineerd |
| 2020 | Brit Awards                                | Beste internationale vrouwelijke artiest   | Genomineerd                            |             |
| 2020 | Global Awards                              | Rising Star Award                          | Genomineerd                            |             |
| 2020 | Global Awards                              | Beste vrouwelijke artiest                  | Genomineerd                            |             |
| 2020 | Grammy Awards                              | Beste nieuwe artiest                       | Genomineerd                            |             |
| 2020 | Grammy Awards                              | Album van het jaar                         | Cuz I Love You                         | Genomineerd |
| 2020 | Grammy Awards                              | Beste urbanalbum                           | Cuz I Love You                         | Gewonnen    |
| 2020 | Grammy Awards                              | Opname van het jaar                        | Truth Hurts                            | Genomineerd |
| 2020 | Grammy Awards                              | Nummer van het jaar                        | Truth Hurts                            | Genomineerd |
| 2020 | Grammy Awards                              | Beste solo-pop-optreden                    | Truth Hurts                            | Gewonnen    |
| 2020 | Grammy Awards                              | Beste r&b-optreden                         | Exactly How I Feel                     | Genomineerd |
| 2020 | Grammy Awards                              | Beste traditionele r&b-optreden            | Jerome                                 | Gewonnen    |
| 2020 | NME Awards                                 | Beste liveoptreden                         |                                        | Genomineerd |
| 2020 | NME Awards                                 | Beste solo-optreden wereldwijd             | Genomineerd                            |             |
| 2020 | NME Awards                                 | Beste nummer wereldwijd                    | Juice                                  | Genomineerd |
| 2020 | Queerty Awards                             | Badass                                     |                                        |             |
| 2020 | Queerty Awards                             | Anthem                                     | Juice                                  | Gewonnen    |

- Bibliothèque nationale de France: cb17877613n (data)
- Gemeinsame Normdatei: 1193108578
- International Standard Name Identifier: 0000 0004 6307 6061
- Library of Congress Control Number: no2019088003
- MusicBrainz: 8fb5370b-9568-4b61-9da5-2aa12c9928db
- Système universitaire de documentation: 256652805
- Virtual International Authority File: 51156130929358311064
- WorldCat: E39PBJm9fY7vhHWDb38W7Vfcyd